# Hreinn Halldórsson
Hreinn Halldórsson (* 3. März 1949) ist ein ehemaliger isländischer Kugelstoßer.
Bei den Olympischen Spielen 1976 in Montreal schied er in der Qualifikation aus.
1977 siegte er bei den Halleneuropameisterschaften in San Sebastián, und 1978 wurde er Achter bei den Europameisterschaften in Prag.
1980 wurde er Zehnter bei den Olympischen Spielen in Moskau, 1981 Sechster bei den Halleneuropameisterschaften in Grenoble.

## Persönliche Bestleistungen
- Kugelstoßen: 21,09 m, 4. Juli 1977, Stockholm
  - Halle: 20,59 m, 13. März 1977, Donostia-San Sebastián